# Rejon kunjiński
Rejon kunjiński (ros. Куньинский район) – jednostka administracyjna wchodząca w skład obwodu pskowskiego w Rosji.
Centrum administracyjnym rejonu jest osiedle typu miejskiego Kunja, a główne rzeki to: Talica, Wisieć, Żizca, Mariata, Kunja. W granicach rejonu usytuowane są centra administracyjne wiejskich osiedli: Żyżyca, Kaśkowo, Puchnowo.